# Gottfried Böhm

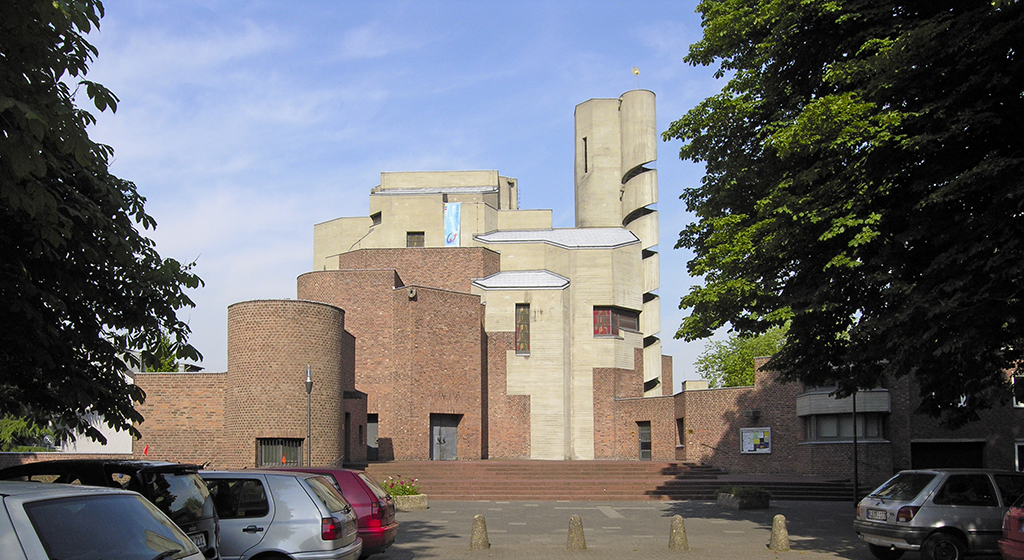
Thư viện Trung tâm Thiếu niên ở Köln

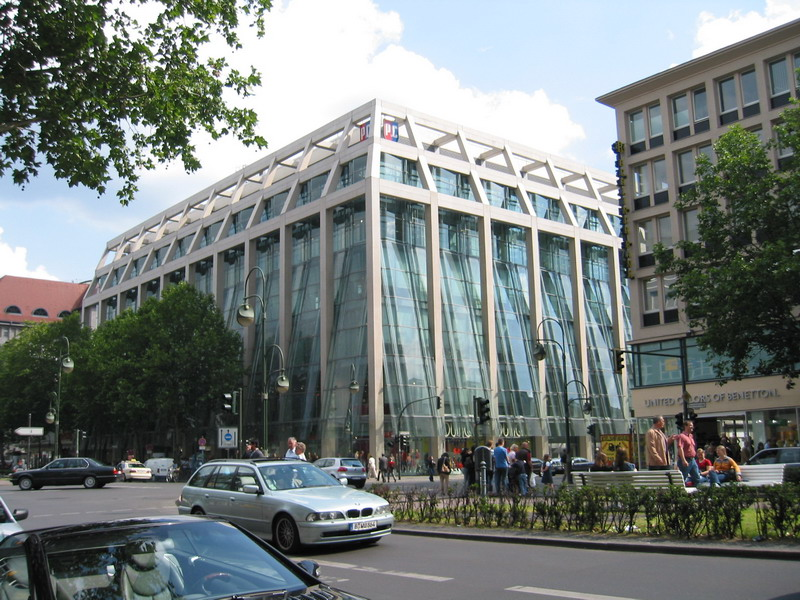
Cửa hàng Peek+Cloppenburg ở Berlin

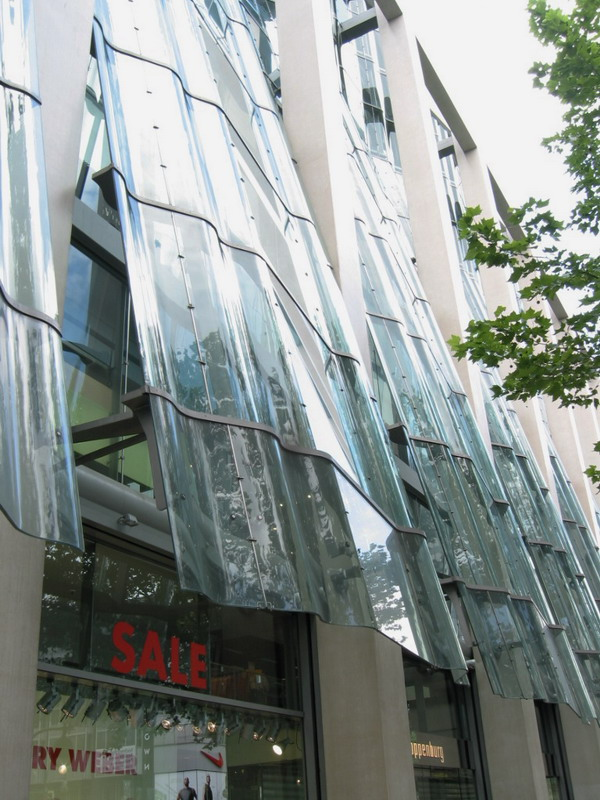
Chi tiết kính của cửa hàng Peek+Cloppenburg ở Berlin

Gottfried Böhm (sinh ngày 23 tháng 1 năm 1920 - mất ngày 9 tháng 6 năm 2021) là một kiến trúc sư và là một nhà điêu khắc đương đại nổi tiếng của Đức nửa sau thế kỉ 20. Ông sinh ra tại Offenbach am Main, thuộc bang Hessen, trong một gia đình có truyền thống làm kiến trúc sư. Cha của ông, Dominikus Böhm, là một kiến trúc nổi tiếng đã xây dựng một số nhà thờ ở Đức. Ông nội của ông cũng là một kiến trúc sư.
Böhm tốt nghiệp kiến trúc tại Đại học Kỹ thuật München (Technische Universität München, TUM) năm 1946. Sau đó ông theo học điêu khắc tại Cao đẳng nghệ thuật München (Akademie der Bildenden Künste München) gần đó. Năm 1947 Böhm làm việc cho cha mình cho đến khi ông này qua đời vào năm 1955. Sau đó Böhm nhận trách nhiệm quản lý hãng thiết kế. Trong thời gian này, ông còn cộng tác với "Hiệp hội Tái thiết" của thành phố Köln dưới quyền của Rudolph Schwarz. Năm 1951, Böhm sang Mỹ du lịch, tại đây ông đã gặp hai trong số những người đã truyền cảm hứng cho ông. Đó là hai kiến trúc sư nổi tiếng người Đức Ludwig Mies van der Rohe và Walter Gropius.
Từ năm 1963 ông là giáo sư giảng dạy tại trường Đại học Kỹ thuật Aachen. Năm 1976 ông được bổ nhiệm làm thành viên Viện hàn lâm Đức về xây dựng đô thị và quy hoạch không gian tiểu bang.
Trong thời gian sau đó, Böhm đã xây dựng rất nhiều công trình ở Đức, bao gồm các nhà thờ, viện bảo tàng, các trung tâm văn hóa, các nhà văn phòng, nhà ở và các căn hộ. Ông được xem như một người theo trường phái biểu hiện và cũng là một kiến trúc sư Hậu Bauhaus. Tuy nhiên, Böhm thích tự coi mình như kiến trúc sư, người làm "gạch nối" giữa quá khứ và tương lai, giữa ý tưởng và hiện thực, giữa công trình và đô thị bao quanh. Theo hướng đó, ông xem xét màu sắc, hình dáng và vật liệu của công trình trong mối quan hệ với bối cảnh xung quanh. Những công trình thời kì đầu của ông hầu hết là những khối bê tông mềm mại. Tuy nhiên đến gần đây, do sự phát triển của kĩ thuật, ông đã chuyển sang sử dụng các vật liệu hiện đại như kính, thép... trong công trình. Trong rất nhiều đồ án của mình, Böhm luôn thể hiện quan tâm đến mối quan hệ của bối cảnh đô thị, bộ lộ ý tưởng về "gạch nối" của mình.
Từ năm 1967, Böhm đã nhận được rất nhiều cách giải thưởng kiến trúc lớn của Đức cũng như của thế giới. Trong số đó có giải thưởng Huy chương Vàng kiến trúc của Viện Hàn lâm Kiến trúc Pháp năm 1982, giải thưởng Fritz Schumacher cho kiến trúc ở Hamburg, và năm 1986 giải thưởng Pritzker.
Đầu năm 2020 ông tròn 100 tuổi.
Ông qua đời vào đêm ngày 9 tháng 6 năm 2021 tại nhà riêng ở Cologne, hưởng thọ 101 tuổi.

## Một số công trình thiết kế
- Nhà thờ ở Neviges, 1962 Ảnh
- Khu liên hợp tôn giáo gồm nhà thờ, thư viện và trung tâm thiếu niên, Köln, 1968 Ảnh
- Nhà văn phòng Zublin, Stuttgart, 1985 Ảnh
- Tòa thị chính ở Bensberg
- Tòa nhà làm việc của chính quyền thành phố, Rheinberg
- Cửa hàng ăn, Bad Kreuznach
- Trung tâm dân sự, Bergisch Gladbach
- Cửa hàng Peek+Cloppenburg, Berlin
- Ngân hàng Deutsche của Thành phố Luxembourg